# Хонгорай
Хонгорай (др. кырг. «горностепной народ», хак. Хоорай, также Хонгорай) —  раннегосударственное образование (по другим данным, родо-племенной союз), существовавшее в Южной Сибири с историческим центром в районе Минусинской котловины с конца XIV века по начало XVIII века. Его основным этническим элементом были енисейские кыргызы. Население называло форму правления Хонгорая словом толай, то есть этноплеменная конфедерация. В русских источниках Хонгорай назывался «Киргизской землицей».
Потомки населения Хонгорая послужили ядром для образования хакасского и фуюйско-кыргызского этносов.
Теория Хонгороя предложена В. Я. Бутанаевым, также ее придерживаются М. А. Чертыков, Б. И. Татаринцев, Ю. С. Худяков, Л. А. Бобров. Некоторыми учёными (Л. Р. Кызласов, И. Л. Кызласов, В. К. Чертыков и др.) она считается научно необоснованной.

## История

### Создание
До XIV века Минусинская котловина находилась под контролем Монгольской империи. Но после падения в 1368 году государства Юань, Монгольская империя, раздираемая междоусобной борьбой, потеряла контроль над этой территорией. В конце XIV века енисейские кыргызы в борьбе против восточных монголов объединились в союз с ойратами, заняв в нём главенствующее положение. Предводитель кыргызского тумена в Ойратской федерации Угэчи-кашка в 1399 году дал своему племенному союзу название «Хонгор» или «Хонгорай», после чего кыргызы, добившись своих целей, вышли из состава союза..
Первоначальная территория Хонгорая до прихода русских войск включала в себя весь бассейн Среднего Енисея - т.е. от Западного Саяна на юге, до течения Ангары на севере. На востоке территории ограничивались Восточным Саяном, на западе рекой Обь.
В первой половине XVII века Хонгорай попал в вассальную зависимость от монгольских Алтын-ханов.  В 1667 году джунгары под предводительством Сенге в долине Абакана разгромили войско Алтын-ханов. С этого времени Хонгорай стал вассалом Джунгарского ханства, а государство Алтын-ханов перестало существовать. Туда назначался джунгарский наместник, которому от имени джунгарского контайши поручалось «всею Кыргызскою землею владеть». Джунгарский наместник жил в Алтырском улусе. Его урга (ставка) располагалась на реке Ниня. Население Хонгорая должно было уплачивать дань (албан) джунгарскому хану и оказывать ему военную помощь. Также и Джунгарское ханство предоставляло военную помощь Хонгораю во время военных действий.

### Борьба с Русским царством
В 1596 году на реке Кеть был построен Нарымский острог, со строительством которого были обращены в русское подданство жители северо-западных аймаков Хонгорая. Первые упоминания о кыргызах датируются 1604 годом.
В 1609 году кыргызский князь Номчи разорил все подвластные русским селения на реке Чулым. В ответ русские совершили ряд карательных походов.
В 1614 году князь Номчи напал на Томский острог. Взять острог ему не удалось, но его окрестности были разорены, погибло много крестьян и служилых людей.
В 1616 году русский отряд из Томского острога вступил в сражение с войском кыргызов и чулымцев. Кыргызы потерпели поражение и отступили. Чулымцы стали подданными Русского царства. В 1618 году был построен Кузнецкий острог. В 1619 году был построен Енисейский острог, который стал подвергаться постоянным нападениям со стороны кыргызов.
В 1621 году на реке Чулым был построен Мелецкий острог. В бою за этот острог кыргызы потерпели поражение, в плен попали родичи князя Ишея.
В 1624 году кыргызы пришли к Томску и вновь опустошили все его окрестности. После этого состоялись мирные переговоры и несколько лет нападений кыргызов не было.
В 1628 году для защиты от Хонгорая был построен Красноярский острог. В 1629 году кыргызы осадили его, но взять не смогли.
Зимой 1630 года князья Тубинского улуса Коян и Сайта разгромили русский отряд, пытавшийся собрать ясак в верховьях Енисея. В том же году русские из Красноярского острога на переговорах захватили людей князя Кояна, а затем их повесили. В августе 1630 года Табун (сын князя Кочебая) напал на Красноярский острог, разорил близлежащие селения, угнав много лошадей. Вместе с Табуном откочевали и многие плательщики ясака.
В 1633 году князь Алтысарского улуса Бектен разграбил окрестности Кузнецкого острога. В ответ на это в 1634 году последовала русская карательная экспедиция, завершившаяся битвой на Чёрном Июсе, в которой русские потерпели поражение и отступили в Томский острог. После этого кыргызы напали на Красноярский острог. Взять острог им не удалось, но они разграбили прилегающие селения. В 1635 году князь Ишей напал на Кузнецкий острог.
В 1641 году в Хонгорай вторглось войско под командованием воеводы Якова Тухачевского. Русские прошли по двум улусам Хонгорая, нанесли поражение князю Ишею, захватив много пленных и 150 верблюдов. Однако после подхода подкреплений к кыргызам русские оказались в окружении и были вынуждены отступить. На обратном пути большая часть казаков бросила командира и ушла в Енисейск. Тем не менее, Тухачевский с остатками своего войска смог основать Ачинский острог. В 1642 году из острога отправился в поход воевода Иван Кабыльский, которому удалось победить кыргызов, что привело к нескольким годам мирной передышки.
В 1665 году князь Иренек с отрядом из трехсот всадников захватил Удинский острог, но на обратном пути был настигнут русским отрядом и после боя отступил, оставив атаману Елисею Тюменцеву свой обоз.
В 1667 году тубинский князь Шандыка попытался атаковать Томский острог, но был разбит и погиб в бою с русским отрядом Романа Старкова. В мае 1667 года войско ойратов и кыргызов осадило Красноярский острог и разорило его окрестности. После переговоров осада была снята, но осенью того же года кыргызы вновь разорили окрестности Красноярска.
В сентябре 1673 года князь Алтысарского улуса Шанды Сенчикенев захватил Енисейский острог и разорил его окрестности. Затем он напал на Томский острог, но взять его не смог. После этого он напал на Ачинский острог и уничтожил его. В то же время князь Иренек сжёг все селения подданных Русского царства вблизи Кузнецкого острога.
В 1678 году русские заключили с Хонгораем мирный договор, определив границу по реке Чулым, называвшийся в старинных документах Июсом.
В июле 1679 года князь Иренек напал на Красноярский острог, но взять его не смог. Другой кыргызский отряд вновь уничтожил Ачинский острог.
Зимой 1680 года был подготовлен поход против кыргызов войска под командованием детей боярских Романа Старкова и Ивана Гречанинова. В марте они должны были соединиться с отрядами из Красноярского и Енисейского острогов. Войска Иренека напали на эти отряды, отряды Старкова и Гречанинова смогли их спасти и с кыргызами вновь был заключён мир.
В 1682 году русские войска под руководством Ивана Суворова понесли потери и вынуждены были отступить из-за атак енисейских кыргызов. Русское царство признало границу с Хонгораем по реке Июс.
В 1692 году русские войска выдвинулись из Красноярского острога и разгромили Тубинский улус кыргызов. В двухдневном сражении было убито до 700 кыргызов, включая 4 князей, 600 женщин и детей было взято в плен.

### Окончание присоединения к России
В 1703 году джунгарский хан Цэван Рабдан переселил большую часть енисейских кыргызов и их кыштымов (около 15 – 20 тысяч человек) в район реки Иртыш. В 1727 году по Кяхтинскому договору с Китаем Хакасско-Минусинская котловина вошла в состав Российской империи. В 1757 году прибывший из Джунгарии кыргызский князь Курбан-Кашка у стен Усть-Каменогорской крепости присягнул императрице Елизавете. Спустя год, в связи с падением Джунгарии, в долину Абакана (Алтырский улус) перестали приходить ойратские сборщики ясака. С этого момента можно считать завершившимся многолетнее вхождение Хонгорая в состав Русского государства.

## Государственное устройство
Этнополитическое объединение Хонгорай относилось к раннегосударственному образованию с неразвитой формой общественных институтов. В то же время, по мнению С.В. Бахрушина, у кыргызов не было государственности, поскольку господствовали патриархально-родовые отношения.
Для решения государственных дел собирался большой съезд — «чыылығ» представителей всех четырёх улусов Хонгорая. Например, на съезде 1627 г. присутствовало 700 человек. На этом съезде решающий голос принадлежал кыргызским князьям. Съезд избирал старшего по возрасту «лучшего» князя, которому вручалась верховная власть. Таким образом, государственное устройство у южносибирских кыргызов было близко к выборной монархии или аристократической республике.
Кыргызские князья, стоявшие во главе улусов, носили титул «бег» (пиглер). Их было в разное время от 50-100 до 300 человек, и они были между собой в родственных отношениях. Каждый из них имел свое знамя. В XVII в. многие беги под влиянием монголов и джунгаров приняли для себя монгольские титулы (тайҷы, пахсы). Среди кыргызских князей были освобожденные от уплаты албана за особые заслуги перед джунгарскими ханами. Они имели титул "тархан". Главный посол имел титул "чӧріктіг хасха" (юрукту-кашка), верховный судья — "хазыр чарғыҷы" (казыр-яргучи), главный советник — "маңнай хасха" (магнай-кашка), глава делопроизводства — "чайзаң пахсы" (яйзан-бакши). При бегах существовал штат доносчиков "сӱмзӱк", зачастую их функции выполняли главы административных единиц.
При беге были «яргучи» («чаргыҷы» — судья), осуществлявшие суд по нормам обычного права. Исполнением княжеских приказов и сбором албана занимались «чазоолы» — т. е. есаулы. В ведении каждого чазоола находилось примерно 40 юрт. Для записи размера собранной дани использовались деревянные бирки «киртік», где наносились особые цифровые знаки. Кыргызы также, вероятно, имели свою письменность, которую применяли в делопроизводстве. Например, в 1701 г. при заключении мира с Русским царством князья составили договор «за их татарским письмом». К началу XVII в. в делах Красноярской канцелярии накопилось кыргызских «одиннадцать писем, которые писаны на бумаге, да одно письмо на бересте, а подлинно оных писем перевесть на русское письмо в Красноярске некому».

## Экономика
В степной части было развито скотоводство. Разводили овец, лошадей, крупный рогатый скот, верблюдов. Население Хонгорая было кочевниками, перекочевки совершались четыре раза в год в соответствии с сезонами.
В подтаёжных районах существовала охота и земледелие. Сеяли пшеницу, ячмень, коноплю.
«Кыргызская земля» вела торговлю с Монголией, Сибирским ханством, Китаем, Бурятией и Средней Азией. Из Китая в Хонгорай привозили шёлковые ткани, фарфоровые изделия, лакированную посуду и другие товары. Сюда приходили караваны из Средней Азии, постоянно имели пребывание бухарские купцы. Хонгорай был поставщиком пушнины, мускуса, железных и ювелирных изделий, оружия.

## Население

### Социальная структура
Население Минусинской котловины разделялось на «хасха сӧӧк» — «белую кость» (кыргызы), и «пора сӧӧк» — «серую кость». К «пора сӧӧк» относились кыштымы (кистимнер), то есть вассальные племена и роды. Каждый хонгорайский улус владел определенными «кыштымскими урочищами». Кыштымы в трудные годы получали в долг скот, различную одежду и утварь. За это они платили дань кыргызам. Для обеспечения сбора дани с кыштымов применялась система заложничества. Если кыштымы полностью не выплачивали дань, то в залог забирались их жены и дети.
Основную массу населения среди кыргызов составляли харачы или «улусные люди». Господствующее положение занимали чайзаны или «лучшие люди», которым принадлежали крупные стада скота. Каждый бег, стоявший во главе улуса, имел от 500 до 1000 кыштымов, а самые последние чайзаны, как свидетельствовали русские документы XVII в. владели «ясачными людьми с их промыслами по сороку человек и болши». Чайзаны собирали дань со своих кыштымов обычно соболями или бобрами, иногда железными изделиями, предметами вооружения, продуктами питания. Иногда чайзаны брали кыштымов в свои улусы для отработки. В хозяйстве чайзанов работали пастухи и хулы, которые в русских документах именовались холопами. В основном, ими были закабаленные бедняки. Обычно чайзаны кочевали вместе со своими родственниками и улусными людьми, которые составляли отдельные княжеские аймаки, называемые в русских источниках также улусами.

### Родо-племенной состав
- Алтырский улус, в том числе аймаки:
  - Бельтырский,
  - Иргитский,
  - Сагайский,
  - Саянский,
  - Табанский,
  - Чистарский
- Алтысарский улус, в том числе:
  - Ачинский,
  - Кызыльский,
  - Туматский,
  - Шуйский и др.
- Исарский (Езерский) улус:
  - Ызыр
  - Хасха
  - Бурут
  - Соххы
  - Чода
  - Хырым
  - Тастар и др.
- Тубинский улус:
  - Алахамский
  - Алытский,
  - Байкотовский,
  - Бохтинский,
  - Бугусский,
  - Койбальский или Каменно-Моторский,
  - Кольский,
  - Корнатский,
  - Уштерский,
  - Хайтонский,
  - Яринский и др.

Столицей Исарского княжества было селение Усть-Ерба (хак. Чорба пилтірі), столицей Алтысарского княжества был "кыргызский белый каменный городок" (хак. Ах Тас Тура), столицей Тубинского княжества был город Курагино (хак. Хураға-тура), а центр Алтырского улуса располагался в селении Котняково (хак. Хырғыстар аал).

## Войско
Основу войска Хонгорая составляла конница, которая в XVII веке насчитывала до тысячи всадников. Они были вооружены луками, но в XVII веке в Хонгорае уже применяли огнестрельное оружие, которое покупалось как у джунгаров, так и у русских. Также использовались легкие пушки (хак. албазыр/сарбазан), которые, вероятно, покупались в Джунгарии.
При штурме крепостей кыргызы выходили «на бой за щитами». На случай вторжения врага в Хонгорай на вершинах многих гор были сооружены «сібее» — укрепления с каменными стенами. По всей Хакасии насчитывается более 75 «cібee». Их цепь составляла замкнутую фортификационную систему, каждое укрепление просматривалось с соседнего укрепления.
По данным хакасского фольклора, у каждого бега насчитывалось до 40 витязей (матыр). Они являлись военным сословием с небольшим штатом улусных людей. Опорой княжеской власти служили дружины — «хозон» (т. е. хошун), состоявшие из батыров, которых в русских документах называли «служилыми людьми». Они к своим именам добавляли титул батыр (матыр) или монгольский термин «кошеучи» (хозонҷы). Глава дружины матыров имел титул "матыр хасха" (в русских документах батыр-кашка), во время войны он становился во главе армии. В начале XVII века насчитывалось «кыргызских служилых людей не много, человек с полтораста». Во время военных действий батыры становились предводителями отрядов, набранных из «улусных людей» и даже кыштымов. Население обязано было нести воинскую повинность, и поэтому мужчин, платящих подать, называли «ухчы» — боец, стрелок. Всего в XVII веке Хонгорай мог выставить 1,5 - 3,5 тыс. воинов.
По материалам фольклора, во времена Монгольской империи и позже, Хонгорай имел армию в 9 тысяч воинов («Тумен Хоорай" в составе Монгольской империи), которая состояла из «ил сиріг» (народного войска) и «хан сиріг» (гвардии хана). Призывной возраст — 15 лет.